# Ратна болница у Ваљеву
Ратна болница у Ваљеву постала је симбол медицинске пожртвованости и хуманости током Првог светског рата, била је то највећа ратна болница у том рату. Ваљево по свом географском положају и близини самој линији фронта сасвим је природно постало главни центар за пријем рањеника, великог броја избеглица, заробљеника и оболелих. Убрзо због лоших хигијенских услова, у додиру са непријатељским рањеним војницима појављује се пегави тифус. Највеће зло тог доба се ширило великом брзином, епидемија је однела многе животе.

## Припреме за рат
Ваљево се својим географским положајем само наметнуло за центар свих збивања у Првом светском рату, па тако и за санитетски центар.
Српска влада планирала је да у случају рата користи 11 општинских објеката са 2210 болесничких кревета. Развојем ситуације, догађаји који су уследили након тога довели су до измене првобитних планова, тако да су уочи рата у Ваљеву постојале само две болнице: Ваљевска окружна болница са управником др Селимиром Ђорђевићем и Стална војна болница Дринске дивизије, којом је руководио мајор, др Павле Војтех. Обе су имале скромне смештајне могућности.
Проблем поред смештајних капацитета било је и људство. Србија је имала око 450 лекара на 4,5 милиона становника. По избијању тифуса, српски санитет је био принуђен да позове стране лекарске мисије у помоћ.

## Почетак рата
Аустроугарска је напала краљевину Србију са три добро припремљене армије, тј. ангажовала је целокупну балканску војску под командом фелдмајстера Оскара Фон Поћорека. Са друге стране, краљевина Србија је у овај сукоб ушла неспремна, у веома тешком финансијском стању, и са огромним људским губицима из Балканских ратова, оскудицом у наоружању и санитетском материјалу.
Како су Аустроугари изненада напали преко Дрине, уместо очекиваног напада преко Саве и Дунава, дошло је до промене Српског ратног плана. Цела команда и влада краљевине Србије премештена је у Ваљево, а сам град је постао велика болница.
На самом почетку рата грађани су самоиницијативно организовали Одбор за пријем рањеника, преко кога је ангажован велики број добровољаца, првенствено Ваљевки. У Ваљеву су се сабрали сви рањеници, где су лечени, пружана им је хируршка помоћ, а потом теже повређени упућивани су даље, а лакши оспособљавани и враћени на фронт.

## Ваљево- Град болница
Након првих великих битака и победа Српске војске, појавио се велики број рањеника стационираних у Ваљеву. Пристизање и окупљање војника, рањеника и избеглица утицала је да број становника достигне цифру од 100.000, десет пута већу него у мирнодопским условима, а сам град према казивању др Арчибалда Рајса постане "главни стан српске војске".
У таквим врло тешким условима почињу да раде и прве резервне болнице: Прва у згради војне касарне 17. пука, друга у артиљеријској касарни, трећа у касарни 5. пешадијског пука која је од почетка епидемије била искључиво заразна болница, и четврта болница је била у згради Гимназије. 
Како се сукоб појачавао, тако је све већи број рањеника пристизао у Ваљево, па су крајем септембра 1914. године бројне кафане и хотелске просторије стављене на располагање рањеницима, а власницима преосталих локала у Ваљеву наређује се: „Да целе ноћи држе отворене локале како рањеници који у току ноћи дођу не би остали на улици“.
Цео град постао је болница. „Лако рањени су целог дана били закрчили ваљевске улице и прикупљали су се око завојишта ради превијања, а у подне и увече око казана ...“, а тешко рањени са очајањем су чекали на ред да буду прегледани. Због тога, проблем лаких рањеника морао је да се решава организацијским мерама као што су: одред лаких рањеника, болница лаких рањеника и слично.
Важно је напоменути да је у Ваљеву тад било само 26 лекара и то од њих није ни половина пружала медицинску помоћ, већ је радила друге послове у санитету. Према броју рањеника који је често био преко 8.000, требало је бар 150 лекара. Савезници су у болницама од 2.000 постеља имали 30–40 лекара. Додатан проблем поред рањеника направила је и епидемија тифуса. Зато је Влада Србије била принуђена да у помоћ позове стране лекарске мисије.

### Епидемија тифуса
После славне победе Србије у Колубарској бици, приликом продора Српске војске, војници су наилазили на болнице Аустријских војника које су биле остављене са тешким рањеницима и болесницима. И њих је требало збринути. У Ваљеву је било око 3.000 рањених и болесних Аустријанаца. Школе, кафане, магацини, па чак и сређене штале биле су претворене у болнице или склоништа за рањенике и болеснике. Због неспремности српских лекара, недостатка опрема и нехигијенских услова у додиру са Аустријанцима појавио се тифус. Оболети у таквим условима значило је сигурну смрт, али пожртвовани српски лекари пружали су свој максимум да помогну оболелим заробљеницима и у том додиру са зараженима тифус је пренет на Србе.
У Србији је боловало укупно 500-600.000 становника, а процењује се да је умрло око 135.000, од чега је 30.000 војника.

### Стране лекарске мисије
На позив владе краљевине Србије одазвале су се многе стране лекарске мисије, међу првима у помоћ су притекли Руси, Французи, Шкоти, Енглези, Американци, Холанђани, Белгијанци, поред набројаних било је још мањих медицинских мисије.
У сузбијању епидемије највише се истицао шеф холандске мисије др Ариус Ван Тиенховен, који је на дужности главног хирурга Ваљевске војне болнице остао од августа 1914. до априла 1915. године. Међу лекарима је био и др Лудвиг Хиршфелд.